# 15e étape du Tour d'Espagne 2017
La 15e étape du Tour d'Espagne 2017 se déroule le dimanche 3 septembre 2017, entre Alcalá la Real et Sierra Nevada, sur une distance de 129,4 kilomètres.

## Résultats

### Classement de l'étape
| \| Classement de l'étape \| Classement de l'étape \| Classement de l'étape \| Classement de l'étape \| Classement de l'étape \| \| Coureur \| Coureur \| Pays \| Équipe \| Temps \| \| --------------------- \| --------------------- \| --------------------- \| --------------------- \| --------------------- \| \| 1er \| Miguel Ángel López \| Colombie \| Astana \| 3 h 34 min 51 s \| \| 2e \| Ilnur Zakarin \| Russie \| Katusha-Alpecin \| + 36 s \| \| 3e \| Wilco Kelderman \| Pays-Bas \| Team Sunweb \| + 45 s \| \| 4e \| Esteban Chaves \| Colombie \| Orica-Scott \| + 47 s \| \| 5e \| Christopher Froome \| Royaume-Uni \| Team Sky \| + 47 s \| \| 6e \| Michael Woods \| Canada \| Cannondale-Drapac \| + 50 s \| \| 7e \| Vincenzo Nibali \| Italie \| Bahrain-Merida \| + 53 s \| \| 8e \| Wout Poels \| Pays-Bas \| Team Sky \| + 53 s \| \| 9e \| Louis Meintjes \| Afrique du Sud \| UAE Team Emirates \| + 53 s \| \| 10e \| Pello Bilbao \| Espagne \| Astana \| + 1 min 02 s \| |                    |                |                   |                 |
| |                    |                |                   |                 |
| Source : ProCyclingStats |                    |                |                   |                 |
| Classement de l'étape |                    |                |                   |                 |
| Coureur | Coureur            | Pays           | Équipe            | Temps           |
| 1er | Miguel Ángel López | Colombie       | Astana            | 3 h 34 min 51 s |
| 2e | Ilnur Zakarin      | Russie         | Katusha-Alpecin   | + 36 s          |
| 3e | Wilco Kelderman    | Pays-Bas       | Team Sunweb       | + 45 s          |
| 4e | Esteban Chaves     | Colombie       | Orica-Scott       | + 47 s          |
| 5e | Christopher Froome | Royaume-Uni    | Team Sky          | + 47 s          |
| 6e | Michael Woods      | Canada         | Cannondale-Drapac | + 50 s          |
| 7e | Vincenzo Nibali    | Italie         | Bahrain-Merida    | + 53 s          |
| 8e | Wout Poels         | Pays-Bas       | Team Sky          | + 53 s          |
| 9e | Louis Meintjes     | Afrique du Sud | UAE Team Emirates | + 53 s          |
| 10e | Pello Bilbao       | Espagne        | Astana            | + 1 min 02 s    |

### Points attribués
| Sprint intermédiaire (km 45) | Sprint intermédiaire (km 45) | Sprint intermédiaire (km 45) | Sprint intermédiaire (km 45) | Sprint intermédiaire (km 45) |
| ---------------------------- | ---------------------------- | ---------------------------- | ---------------------------- | ---------------------------- |
|                              | Coureur                      | Pays                         | Équipe                       | Point(s)                     |
| 1er                          | Matteo Trentin               | Italie                       | Quick-Step Floors            | 4                            |
| 2e                           | Tom Van Asbroeck             | Belgique                     | Cannondale-Drapac            | 2                            |
| 3e                           | Edward Theuns                | Belgique                     | Trek-Segafredo               | 1                            |
| modifier                     |                              |                              |                              |                              |

| Arrivée d'étape - Sierra Nevada (km 129,4) | Arrivée d'étape - Sierra Nevada (km 129,4) | Arrivée d'étape - Sierra Nevada (km 129,4) | Arrivée d'étape - Sierra Nevada (km 129,4) | Arrivée d'étape - Sierra Nevada (km 129,4) |
| ------------------------------------------ | ------------------------------------------ | ------------------------------------------ | ------------------------------------------ | ------------------------------------------ |
|                                            | Coureur                                    | Pays                                       | Équipe                                     | Point(s)                                   |
| 1er                                        | Miguel Ángel López                         | Colombie                                   | Astana                                     | 25                                         |
| 2e                                         | Ilnur Zakarin                              | Russie                                     | Katusha-Alpecin                            | 20                                         |
| 3e                                         | Wilco Kelderman                            | Pays-Bas                                   | Sunweb                                     | 16                                         |
| 4e                                         | Esteban Chaves                             | Colombie                                   | Orica-Scott                                | 14                                         |
| 5e                                         | Christopher Froome                         | Royaume-Uni                                | Sky                                        | 12                                         |
| 6e                                         | Michael Woods                              | Canada                                     | Cannondale-Drapac                          | 10                                         |
| 7e                                         | Vincenzo Nibali                            | Italie                                     | Bahrain-Merida                             | 9                                          |
| 8e                                         | Wout Poels                                 | Pays-Bas                                   | Sky                                        | 8                                          |
| 9e                                         | Louis Meintjes                             | Afrique du Sud                             | UAE Emirates                               | 7                                          |
| 10e                                        | Pello Bilbao                               | Espagne                                    | Astana                                     | 6                                          |
| 11e                                        | Fabio Aru                                  | Italie                                     | Astana                                     | 5                                          |
| 12e                                        | Romain Bardet                              | France                                     | AG2R La Mondiale                           | 4                                          |
| 13e                                        | Alberto Contador                           | Espagne                                    | Trek-Segafredo                             | 3                                          |
| 14e                                        | Darwin Atapuma                             | Colombie                                   | UAE Emirates                               | 2                                          |
| 15e                                        | Steven Kruijswijk                          | Pays-Bas                                   | Lotto NL-Jumbo                             | 1                                          |
| modifier                                   |                                            |                                            |                                            |                                            |

|   | Coureur          | Pays     | Équipe            | Secondes |
| - | ---------------- | -------- | ----------------- | -------- |
| 1 | Matteo Trentin   | Italie   | Quick-Step Floors | 3 s      |
| 2 | Tom Van Asbroeck | Belgique | Cannondale-Drapac | 2 s      |
| 3 | Edward Theuns    | Belgique | Trek-Segafredo    | 1 s      |

|   | Coureur            | Pays     | Équipe          | Secondes |
| - | ------------------ | -------- | --------------- | -------- |
| 1 | Miguel Ángel López | Colombie | Astana          | 10 s     |
| 2 | Ilnur Zakarin      | Russie   | Katusha-Alpecin | 6 s      |
| 3 | Wilco Kelderman    | Pays-Bas | Sunweb          | 4 s      |

### Cols et côtes
| Alto de Hazallanas (km 74) 1re catégorie (16,3 km à 5,5%) | Alto de Hazallanas (km 74) 1re catégorie (16,3 km à 5,5%) | Alto de Hazallanas (km 74) 1re catégorie (16,3 km à 5,5%) | Alto de Hazallanas (km 74) 1re catégorie (16,3 km à 5,5%) | Alto de Hazallanas (km 74) 1re catégorie (16,3 km à 5,5%) |
| --------------------------------------------------------- | --------------------------------------------------------- | --------------------------------------------------------- | --------------------------------------------------------- | --------------------------------------------------------- |
|                                                           | Coureur                                                   | Pays                                                      | Équipe                                                    | Point(s)                                                  |
| 1er                                                       | Sander Armée                                              | Belgique                                                  | Lotto-Soudal                                              | 10                                                        |
| 2e                                                        | Stéphane Rossetto                                         | France                                                    | Cofidis                                                   | 6                                                         |
| 3e                                                        | Romain Bardet                                             | France                                                    | AG2R La Mondiale                                          | 4                                                         |
| 4e                                                        | Adam Yates                                                | Royaume-Uni                                               | Orica-Scott                                               | 2                                                         |
| 5e                                                        | Steven Kruijswijk                                         | Pays-Bas                                                  | Lotto NL-Jumbo                                            | 1                                                         |
| modifier                                                  |                                                           |                                                           |                                                           |                                                           |

| Alto del Purche (km 109,5) 1re catégorie (8,5 km à 8%) | Alto del Purche (km 109,5) 1re catégorie (8,5 km à 8%) | Alto del Purche (km 109,5) 1re catégorie (8,5 km à 8%) | Alto del Purche (km 109,5) 1re catégorie (8,5 km à 8%) | Alto del Purche (km 109,5) 1re catégorie (8,5 km à 8%) |
| ------------------------------------------------------ | ------------------------------------------------------ | ------------------------------------------------------ | ------------------------------------------------------ | ------------------------------------------------------ |
|                                                        | Coureur                                                | Pays                                                   | Équipe                                                 | Point(s)                                               |
| 1er                                                    | Simon Yates                                            | Royaume-Uni                                            | Orica-Scott                                            | 10                                                     |
| 2e                                                     | Steven Kruijswijk                                      | Pays-Bas                                               | Lotto NL-Jumbo                                         | 6                                                      |
| 3e                                                     | Romain Bardet                                          | France                                                 | AG2R La Mondiale                                       | 4                                                      |
| 4e                                                     | Alberto Contador                                       | Espagne                                                | Trek-Segafredo                                         | 2                                                      |
| 5e                                                     | Miguel Ángel López                                     | Colombie                                               | Astana                                                 | 1                                                      |
| modifier                                               |                                                        |                                                        |                                                        |                                                        |

| \| Sierra Nevada (km 129,4) Hors catégorie (19,3 km à 5,6%) \| Sierra Nevada (km 129,4) Hors catégorie (19,3 km à 5,6%) \| Sierra Nevada (km 129,4) Hors catégorie (19,3 km à 5,6%) \| Sierra Nevada (km 129,4) Hors catégorie (19,3 km à 5,6%) \| Sierra Nevada (km 129,4) Hors catégorie (19,3 km à 5,6%) \| \| -------------------------------------------------------- \| -------------------------------------------------------- \| -------------------------------------------------------- \| -------------------------------------------------------- \| -------------------------------------------------------- \| \| \| Coureur \| Pays \| Équipe \| Point(s) \| \| 1er \| Miguel Ángel López \| Colombie \| Astana \| 15 \| \| 2e \| Ilnur Zakarin \| Russie \| Katusha-Alpecin \| 10 \| \| 3e \| Wilco Kelderman \| Pays-Bas \| Sunweb \| 6 \| \| 4e \| Esteban Chaves \| Colombie \| Orica-Scott \| 4 \| \| 5e \| Christopher Froome \| Royaume-Uni \| Sky \| 2 \| \| modifier \| \| \| \| \| |                    |             |                 |          |
| Sierra Nevada (km 129,4) Hors catégorie (19,3 km à 5,6%) |                    |             |                 |          |
| | Coureur            | Pays        | Équipe          | Point(s) |
| 1er | Miguel Ángel López | Colombie    | Astana          | 15       |
| 2e | Ilnur Zakarin      | Russie      | Katusha-Alpecin | 10       |
| 3e | Wilco Kelderman    | Pays-Bas    | Sunweb          | 6        |
| 4e | Esteban Chaves     | Colombie    | Orica-Scott     | 4        |
| 5e | Christopher Froome | Royaume-Uni | Sky             | 2        |
| modifier |                    |             |                 |          |

## Classements à l'issue de l'étape

### Classement général
| \| Classement général \| Classement général \| Classement général \| Classement général \| Classement général \| \| Coureur \| Coureur \| Pays \| Équipe \| Temps \| \| ------------------ \| ------------------ \| ------------------ \| ------------------ \| ------------------ \| \| 1er \| Christopher Froome \| Royaume-Uni \| Team Sky \| 62 h 06 min 25 s \| \| 2e \| Vincenzo Nibali \| Italie \| Bahrain-Merida \| + 1 min 01 s \| \| 3e \| Ilnur Zakarin \| Russie \| Katusha-Alpecin \| + 2 min 08 s \| \| 4e \| Wilco Kelderman \| Pays-Bas \| Team Sunweb \| + 2 min 11 s \| \| 5e \| Esteban Chaves \| Colombie \| Orica-Scott \| + 2 min 39 s \| \| 6e \| Miguel Ángel López \| Colombie \| Astana \| + 2 min 51 s \| \| 7e \| Fabio Aru \| Italie \| Astana \| + 3 min 24 s \| \| 8e \| Michael Woods \| Canada \| Cannondale-Drapac \| + 3 min 26 s \| \| 9e \| Alberto Contador \| Espagne \| Trek-Segafredo \| + 3 min 59 s \| \| 10e \| Wout Poels \| Pays-Bas \| Team Sky \| + 5 min 22 s \| |                    |             |                   |                  |
| |                    |             |                   |                  |
| Source : ProCyclingStats |                    |             |                   |                  |
| Classement général |                    |             |                   |                  |
| Coureur | Coureur            | Pays        | Équipe            | Temps            |
| 1er | Christopher Froome | Royaume-Uni | Team Sky          | 62 h 06 min 25 s |
| 2e | Vincenzo Nibali    | Italie      | Bahrain-Merida    | + 1 min 01 s     |
| 3e | Ilnur Zakarin      | Russie      | Katusha-Alpecin   | + 2 min 08 s     |
| 4e | Wilco Kelderman    | Pays-Bas    | Team Sunweb       | + 2 min 11 s     |
| 5e | Esteban Chaves     | Colombie    | Orica-Scott       | + 2 min 39 s     |
| 6e | Miguel Ángel López | Colombie    | Astana            | + 2 min 51 s     |
| 7e | Fabio Aru          | Italie      | Astana            | + 3 min 24 s     |
| 8e | Michael Woods      | Canada      | Cannondale-Drapac | + 3 min 26 s     |
| 9e | Alberto Contador   | Espagne     | Trek-Segafredo    | + 3 min 59 s     |
| 10e | Wout Poels         | Pays-Bas    | Team Sky          | + 5 min 22 s     |

### Classement par points
| Classement par points | Classement par points | Classement par points | Classement par points | Classement par points |
| Coureur               | Coureur               | Pays                  | Équipe                | Points                |
| --------------------- | --------------------- | --------------------- | --------------------- | --------------------- |
| 1er                   | Christopher Froome    | Royaume-Uni           | Team Sky              | 110 pts               |
| 2e                    | Matteo Trentin        | Italie                | Quick-Step Floors     | 107 pts               |
| 3e                    | Vincenzo Nibali       | Italie                | Bahrain-Merida        | 88 pts                |
| 4e                    | Miguel Ángel López    | Colombie              | Astana                | 74 pts                |
| 5e                    | Wilco Kelderman       | Pays-Bas              | Team Sunweb           | 62 pts                |
| 6e                    | Esteban Chaves        | Colombie              | Orica-Scott           | 61 pts                |
| 7e                    | Paweł Poljański       | Pologne               | Bora-Hansgrohe        | 58 pts                |
| 8e                    | José Joaquín Rojas    | Espagne               | Movistar Team         | 57 pts                |
| 9e                    | Tomasz Marczyński     | Pologne               | Lotto-Soudal          | 54 pts                |
| 10e                   | Ilnur Zakarin         | Russie                | Katusha-Alpecin       | 53 pts                |

### Classement du meilleur grimpeur
| Classement du meilleur grimpeur | Classement du meilleur grimpeur | Classement du meilleur grimpeur | Classement du meilleur grimpeur | Classement du meilleur grimpeur |
| ------------------------------- | ------------------------------- | ------------------------------- | ------------------------------- | ------------------------------- |
|                                 | Coureur                         | Pays                            | Équipe                          | Point(s)                        |
| 1er                             | Davide Villella                 | Italie                          | Cannondale-Drapac               | 49 points                       |
| 2e                              | Miguel Ángel López              | Colombie                        | Astana                          | 41 pts                          |
| 3e                              | Christopher Froome              | Royaume-Uni                     | Sky                             | 29 pts                          |
| 4e                              | Rafał Majka                     | Pologne                         | Bora-Hansgrohe                  | 28 pts                          |
| 5e                              | José Joaquín Rojas              | Espagne                         | Movistar                        | 27 pts                          |
| 6e                              | Romain Bardet                   | France                          | AG2R La Mondiale                | 20 pts                          |
| 7e                              | Thomas De Gendt                 | Belgique                        | Lotto-Soudal                    | 19 pts                          |
| 8e                              | Darwin Atapuma                  | Colombie                        | UAE Emirates                    | 18 pts                          |
| 9e                              | Ilnur Zakarin                   | Russie                          | Katusha-Alpecin                 | 18 pts                          |
| 10e                             | Esteban Chaves                  | Colombie                        | Orica-Scott                     | 15 pts                          |
| modifier                        |                                 |                                 |                                 |                                 |

### Classement du combiné
| Classement du combiné | Classement du combiné | Classement du combiné | Classement du combiné | Classement du combiné |
| --------------------- | --------------------- | --------------------- | --------------------- | --------------------- |
|                       | Coureur               | Pays                  | Équipe                | Point(s)              |
| 1er                   | Christopher Froome    | Royaume-Uni           | Sky                   | 5 points              |
| 2e                    | Miguel Ángel López    | Colombie              | Astana                | 12 pts                |
| 3e                    | Wilco Kelderman       | Pays-Bas              | Sunweb                | 21 pts                |
| 4e                    | Esteban Chaves        | Colombie              | Orica-Scott           | 21 pts                |
| 5e                    | Vincenzo Nibali       | Italie                | Bahrain-Merida        | 22 pts                |
| 6e                    | Ilnur Zakarin         | Russie                | Katusha-Alpecin       | 22 pts                |
| 7e                    | José Joaquin Rojas    | Espagne               | Movistar              | 43 pts                |
| 8e                    | Michael Woods         | Canada                | Cannondale-Drapac     | 45 pts                |
| 9e                    | Romain Bardet         | France                | AG2R La Mondiale      | 45 pts                |
| 10e                   | Rafał Majka           | Pologne               | Bora-Hansgrohe        | 57 pts                |
| modifier              |                       |                       |                       |                       |

### Classement par équipes
| Classement par équipes | Classement par équipes | Classement par équipes | Classement par équipes |
| Équipe                 | Équipe                 | Pays                   | Temps                  |
| ---------------------- | ---------------------- | ---------------------- | ---------------------- |
| 1re                    | Astana                 | Kazakhstan             | 185 h 51 min 26 s      |
| 2e                     | Sky                    | Royaume-Uni            | + 12 min 38 s          |
| 3e                     | Movistar Team          | Espagne                | + 31 min 21 s          |
| 4e                     | UAE Team Emirates      | Émirats arabes unis    | + 47 min 47 s          |
| 5e                     | Orica-Scott            | Australie              | + 1 h 06 min 36 s      |
| 6e                     | Lotto NL-Jumbo         | Pays-Bas               | + 1 h 31 min 48 s      |
| 7e                     | Caja Rural-Seguros RGA | Espagne                | + 1 h 38 min 35 s      |
| 8e                     | Bahrain-Merida         | Bahreïn                | + 1 h 53 min 12 s      |
| 9e                     | BMC Racing Team        | États-Unis             | + 1 h 59 min 53 s      |
| 10e                    | Trek-Segafredo         | États-Unis             | + 2 h 01 min 40 s      |

## Abandons
- 54 -  Rubén Fernández Andújar (Movistar) : Abandon
- 187 -  Jimmy Turgis (Cofidis) : Abandon